# Terrico White
Terrico Reshard White (Memphis, 7 marzo 1990) è un cestista statunitense.

## Statistiche

### College
| Anno      | Squadra         | PG | PT | MP   | TC%  | 3P%  | TL%  | RP  | AP  | PRP | SP  | PP   |
| --------- | --------------- | -- | -- | ---- | ---- | ---- | ---- | --- | --- | --- | --- | ---- |
| 2008-2009 | Ole Miss Rebels | 31 | 21 | 30,0 | 42,8 | 35,4 | 62,8 | 3,4 | 2,3 | 0,8 | 0,3 | 13,7 |
| 2009-2010 | Ole Miss Rebels | 35 | 34 | 31,5 | 43,0 | 34,1 | 71,4 | 4,6 | 1,5 | 0,9 | 0,2 | 15,1 |
| Carriera  | Carriera        | 66 | 55 | 30,8 | 42,9 | 34,7 | 68,0 | 4,0 | 1,9 | 0,8 | 0,2 | 14,5 |

### G League

#### Regular Season
| Anno      | Squadra          | PG | PT | MP   | TC%  | 3P%  | TL%  | RP  | AP  | PRP | SP  | PP   |
| --------- | ---------------- | -- | -- | ---- | ---- | ---- | ---- | --- | --- | --- | --- | ---- |
| 2011-2012 | Idaho Stampede   | 18 | 10 | 25,6 | 48,9 | 40,8 | 63,8 | 3,3 | 1,3 | 0,7 | 0,2 | 13,1 |
| 2015-2016 | Bakersfield Jam  | 43 | 41 | 37,3 | 48,8 | 42,0 | 75,9 | 5,5 | 2,6 | 1,1 | 0,2 | 19,9 |
| 2021-2022 | Long Island Nets | 2  | 0  | 7,8  | 40,0 | 25,0 | 100  | 1,5 | 0,5 | 0,5 | 0,5 | 3,0  |
| Carriera  | Carriera         | 63 | 51 | 33,0 | 48,8 | 41,6 | 73,0 | 4,8 | 2,2 | 1,0 | 0,2 | 17,4 |

## Palmarès
- Campionato australiano: 2

Perth Wildcats: 2018-19, 2019-20
- Campionati sudcoreani: 1

Seul SK Knights: 2017-18